# For Me, It's You
For Me, It's You é o quarto álbum de estúdio da banda Train, lançado a 31 de janeiro de 2006.

## Faixas
Todas as faixas por Train, exceto onde anotado.
1. "All I Ever Wanted" – 4:05
2. "Get Out" – 3:24
3. "Cab" – 3:23
4. "Give Myself to You" – 3:22
5. "Am I Reaching You Now" – 3:44
6. "If I Can't Change Your Mind" (Bob Mould) – 3:07
7. "All I Hear" – 3:29
8. "Shelter Me" – 3:35
9. "Explanation" – 4:30
10. "Always Remember" – 3:33
11. "I'm Not Waiting in Line" – 3:41
12. "Skyscraper" – 3:54
13. "For Me, It's You" – 4:28

## Paradas
| Ano  | Parada              | Posição |
| ---- | ------------------- | ------- |
| 2006 | Billboard 200       | 10      |
| 2006 | Top Internet Albums | 10      |

## Créditos
| Críticas profissionais | Críticas profissionais |
| Avaliações da crítica  | Avaliações da crítica  |
| Fonte                  | Avaliação              |
| ---------------------- | ---------------------- |
| Allmusic               | [ 3 ]                  |
| Rolling Stone          | [ 4 ]                  |
| Sputnikmusic           | [ 5 ]                  |

- Patrick Monahan – Vocal
- Jimmy Stafford – Guitarra
- Scott Underwood – Bateria
- Brandon Bush – Teclados
- Johnny Colt – Baixo